# Chris Ensminger
Christopher William Ensminger (ur. 8 grudnia 1973 w Cincinnati) – amerykański koszykarz, niemieckiego pochodzenia, występujący na pozycji środkowego, po zakończeniu kariery zawodniczej trener koszykarski.

## Osiągnięcia
Na podstawie, o ile nie zaznaczono inaczej.

### NCAA
- Uczestnik turnieju NCAA (1996)
- Mistrz:
  - turnieju konferencji Mid-Continent (MCC – 1995, 1996)
  - sezonu zasadniczego Mid-Continent (1995, 1996)
- Zaliczony do:
  - I składu MCC (1996)
  - II składu MCC (1995)
- Lider konferencji w:
  - średniej zbiórek (1995 – 11,2, 1996 – 11,5)
  - liczbie zbiórek (1995 – 315, 1996 – 368)

### Drużynowe
- Mistrz Niemiec (2005, 2007)
- Wicemistrz Niemiec (2003, 2004)
- Zdobywca superpucharu:
  -  Niemiec (2007)
  - Portugalii (1997)
- Finalista Pucharu Niemiec (2006, 2012)

### Indywidualne
- MVP meczu gwiazd ligi niemieckiej (2010)
- Zaliczony do:
  - I składu ligi niemieckiej (2008–2010)
  - II składu ligi niemieckiej (2005)
- Uczestnik meczu gwiazd ligi:
  - niemieckiej (2002–2006, 2009, 2010, 2012)
  - nowozelandzkiej (1999)
- Lider w zbiórkach:
  - Eurocup (2005 – 10,7)
  - EuroChallenge (2004)
  - ligi:
    - niemieckiej (2001–2005)
    - nowozelandzkiej (1999)

### Trener
- Wicemistrz II ligi niemieckiej (2017)